# Mecanismo de fluxo de ar
Em fonética, o mecanismo de fluxo de ar é o processo pelo qual o resulta no deslocamento do fluxo de ar que é usado na produção dos sons da fala. A maioria dos fonemas são feitos com o mecanismo de fluxo de ar pulmonar.
Existem também:
- Mecanismo de fluxo de ar glotal;[3]
- Mecanismo de fluxo de ar pulmonar;[4]
- Mecanismo de fluxo de ar velar[5]